# Пекельні механізми
«Пекельні механізми» (англ. The Infernal Devices) — трилогія письменниці Кассандри Клер, у центрі якої — раса під назвою «Мисливці за тінями», представлена в її серії «Знаряддя смерті». Трилогія є приквелом до сері «Знаряддя смерті». Кассандра Клер заявила, що дві серії можна читати в будь-якому порядку, але найкраще читати їх у порядку публікації.
Серія розповідає про Тессу Ґрей, дівчинку-підлітка-сироту, яка виявляє, що має силу змінювати форму, але не несе на собі знака чорнокнижниці. Вона змушена навчитися контролювати цю нещодавно встановлену владу та орієнтуватися в новому світі, у який її заштовхнули. Серія розповідає про життя Тесси, коли вона живе в Лондонському інституті разом із Мисливцями за тінями.
У трилогії фігурують Вільям «Вілл» Герондейл, Джеймс «Джем» Карстерс, Тереза «Тесса» Ґрей та інші мешканці нижнього світу та мисливці за тінями. У ньому також представлені Магнус Бейн, Камілла Белкурт, Вулсі Скотт та інші персонажі, які з'являються в серії «Знаряддя смерті».
Книги також містять багато цитат про відомі твори вікторіанської літератури, як-от «Як важливо бути серйозним» Оскара Вайлда, а також твори Семюела Тейлора Колріджа та Альфреда Теннісона.

## Опис
Дія серії відбувається 1878 року в Лондоні, Англія, незабаром після укладення мирних угод між мешканцями нижнього світу та мисливцями за тінями. Оскільки мисливці за тінями вважають себе вищими або чистішими за мешканців нижнього світу чи демонів, вони можуть не сумніватися й у вбивстві.
Перша книга в «Пекельних механізмів» має назву «Механічний янгол», і в ній починається історія про Тессу Ґрей, дівчинку-підлітка-сироту, яка шукає свого загубленого брата Натаніеля Ґрея, і шукає свє справжнє походження.
Пошуки занурюють її у світ, про існування якого вона навіть не підозрювала, і відкривають у ній таланти, про які вона навіть не здогадувалася. Їй доведеться навчитися володіти ними, якщо вона хоче знайти свого брата, і укласти союз з Мисливцями на тіні, якщо вона хоче вижити в цьому небезпечному світі. Багато імен Сутінкових Мисливців, які використовуються в «Смертельних знаряддях», вперше з'являються саме в цій серії. Інший персонаж «Пекельних механізмів», Магнус Бейн, верховний чаклун Брукліна, у цій серії також відіграє певну роль.
Коли Тесса Ґрей занурюється у світ тіней і вирушає на пошуки свого брата, вона закохується у двох Мисливців на тіні, але коли справа доходить до вибору одного з них, починаються неприємності, і в її житті з'являється невідомість. Їй доведеться навчитися приховувати свої почуття, якщо вона сподівається вижити. Але чи зможе вона приховати свою вразливу сторону, коли її серце б'ється від кохання, а розум зосереджений на порятунку брата? Хто з Мисливців на тіні завоює її серце?

## Історія видання
1. Механічний янгол (31 серпня 2010)
2. Механічний принц (6 грудня 2011)
3. Механічна принцеса (19 березня 2013)

## Персонажі
- Тереза «Тесса» Ґрей — 16-річна дівчина, яка більшу частину свого життя прожила в Нью-Йорку, поки її брат Нейт не надіслав їй квиток до Англії. Однак після прибуття Тесса потрапляє в полон до Темних Сестер, які демонструють їй свої власні здібності, що неминуче затягує її в Тіньовий світ. Згодом з'ясовується, що Тесса — дочка Великого Демона і Мисливиці на Тіней, Елізабет Ґрей (Адель Старкветер); таким чином, вона є чаклункою, яка здатна зачинати дітей. Вона також має здатність перевтілюватися в будь-яку людину і набувати її спогадів, манер і здібностей після встановлення психічного зв'язку з об'єктом свого володіння. У неї сіро-блакитні очі та хвилясте каштанове волосся. Вона любить читати, її улюблений роман — «Гордість і упередження». Тесса романтично розривається між Віллом Герондейлом і Джемом Карстейрсом. Після того, як Джем стає Мовчазним Братом, Тесса виходить заміж за Вілла, і за 60 років шлюбу у них народжується двоє дітей, Люсі та Джеймс, які згодом стануть родоначальниками сімейств Блекторнів та Герондейлів. Через 70 років після смерті Вілла Тесса возз'єднується з тепер уже смертним Джемом і відновлює їх стосунки.
- Вільям «Вілл» Овен або Ґвілім Овен Герондейл — 17-річний мисливець, який вирішив стати частиною Сутінкового світу у віці 12 років. Він народився у Вельсі в сім'ї мирської валлійської матері (Лінетт Герондейл, до шлюбу Овенс) і колишнього мисливця (Едмунда Герондейла), вільно володіє валлійською та англійською мовами (а також грецькою, латиною та багатьма іншими). Незважаючи на те, що Вілл є напівлюдиною, він все одно вважається повноцінним мисливцем, оскільки в ньому переважає мисливська кров. Його парабатай — Джем Карстерс. Відомо, що у нього прекрасні сапфірові очі і гладке волосся на спині. Вілл має сухе почуття гумору і дуже серйозну фобію до качок, яку він пояснює як результат експерименту, під час якого він годував домашню птицю качкам, і вони з'їдали її без вагань, що викликало у нього недовіру до «кровожерливих маленьких звірят». Насправді ж качки до болю нагадують йому про покійну сестру, яка допомогла йому позбутися чорної качки, що образилася на шестирічного Вілла і двічі його вкусила.[2] Здається, всі його прямі нащадки успадкували цю фобію. Так само після контакту з механічним янгелом Тесси на плечі Вілла з'являється біла зірка, і ця мітка стає особливістю кожного чоловіка в Герондейлі. Вілл закохується в Тессу Ґрей і не може розлучитися з нею, навіть коли Тесса заручена з Джемом. Наприкінці серії Вілл одружується з Тессою і народжує з нею двох дітей, Люсі та Джеймса. Джем змушений розлучитися з ними обома, оскільки він став Мовчазним Братом, однак, коли Вілл помирає від старості 1937 року, його сім'я і друзі, Тесса і Джем — всі поруч з ним.
- Джеймс «Джем» Карстерс або Ке Цзянь Мін — 17-річний Мисливець за тінями, який був змушений жити в Лондонському інституті після того, як його батьки були вбиті в Шанхайському інституті. Після фізичного катування демоном, який постійно годував його дуже отруйним демонічним наркотиком «інь фен», Джем захворів і став смертельно залежним від нього. Хоча наркотик повільно вбиває його, щоб вижити він змушений його вживати. Напівкитаєць (від матері Ке Вен Ю) і напіванглієць (від батька Джони Карстерса), Джем вільно розмовляє мандаринською мовою. Він відданий Анклаву. Парабатай Джема — Вілл Герондейл. Відомо, що у нього срібні очі і срібне волосся: побічний ефект від вживання інь-фена; однак, коли він з'являється зціленим від інь-фена, Джем описується як такий, що має темно-каштанове волосся і очі азійського походження. Джем закохується в Тессу і заручається з нею, але заручини не відбуваються, коли, щоб залишитися в живих, Джем змушений перетворитися на Мовчазного Брата. В епілозі, дія якого відбувається у 2008 році, Джем, тепер уже смертний, возз'єднується з Тессою на мосту Блекфрайарс і відновлює їхні стосунки.
- Софія «Софі» Коллінз — до роботи в Лондонському інституті Софі була покоївкою в сім'ї Аткінсів у Сент-Джеймс Вуд. Вона була дуже вродливою, тому їй і запропонували цю роботу. Син роботодавця Софі намагався спокусити її, але вона неодноразово відмовляла йому. Син розлютився на неї, взяв ніж і розрізав їй обличчя, сказавши, що якщо він не зможе її отримати, то ніхто більше ніколи не захоче її. Софі пішла до своєї коханки, але хлопець заявив, що вона намагалася його спокусити, і порізав її, щоб захистити свою чесноту. Її викинули на вулицю, і Шарлотта Бренвелл взяла Софі до себе. Софі народилася з «зором», тому вона могла бачити Шарлотту, коли та була зачарована в той час. Наприкінці серіалу Софі проходить Вознесіння, щоб стати Мисливицею на тіні, і виходить заміж за Ґідеона Лайтвуда, від якого має двох доньок (Барбару та Євгенію) і одного сина (Томаса).
- Джессамін «Джессі» Лавлейс — Мисливиця, яка ненавидить все, що пов'язано з цим званням. Незважаючи на ненависть до життя Мисливиці і бажання зробити все, щоб залишити його позаду, якщо захоче, Джессамін може бути небезпечною. Вона втратила батьків, коли була дитиною. Відомо, що в її спальні в Лондонському інституті стоїть ляльковий будиночок з «Крихіткою Джессі», як Джессамін називає ляльку. Вона була одружена з Нейтом Ґреєм, якому допомагала за рахунок Конклаву, до його смерті. За це Джессі покарали, конфіскувавши її багатство, але щойно вона повертається до Лондонського інституту, карета з автоматами нападає на Інститут і вбиває Джессі, яка на останніх подихах залишає Конклав, що в Мортмейні, в горах Кадар-Ідріс у Вельсі. Її привид повертається, щоб захистити Інститут.
- Генрі Джоселін Бренвелл — розсіяний і геніальний, Генрі проводить свій час у склепі Інституту, винаходячи казкові машини та зброю з гвинтиків, кулачків і шестерень. На жаль, так само багато винаходів Генрі не працюють, як і ті, що працюють, і Генрі з такою ж ймовірністю може підпалити себе, як і винайти щось нове та дивовижне. Він винайшов портал за допомогою одного чудового чаклуна, Магнуса Бейна. Він стає калікою після того, як на нього нападає демонічний автомат і ледь не вбиває його. Наприкінці серії Генрі бере дошлюбне прізвище Шарлотти, Фейрчайлд, і має з нею двох синів: Чарльза та Метью.
- Шарлотта Мері Бренвелл (до шлюбу Фейрчайлд) — 23-річна Шарлотта, дружина Генрі Бренвелла, вміло керує всім Інститутом. Добра і любляча, вона робить все можливе, щоб піклуватися про осиротілих Мисливців за тінями, які живуть під її дахом, приховуючи свою самотність від розсіяного чоловіка, якого вона кохає. Здається, що немає нічого, з чим Шарлотта не могла б впоратися, аж поки Тесса, шукаючи свого зниклого брата, не починає розкривати павутину корупції та обману в лондонському Нижньому світі, яка загрожує розірвати лондонський анклав Мисливців на шматки. Наприкінці серії Шарлотта повертається до свого дошлюбного прізвища і народжує двох синів (Чарльза і Метью), які успадковують дошлюбне прізвище матері.
- Аксель Мортмейн — антагоніст цієї серії, відповідальний за механічних істот. Він планує знищити всіх Мисливців на Тіней, щоб помститися за своїх батьків-чаклунів. Він дуже небезпечна людина, і йому потрібна Тесса Ґрей як останній ключ до його підступного плану знищення Мисливців за тінню. Пізніше стало відомо, що він «створив» Тессу, щоб довести, що чаклун-напівдемон, напівмисливець на тіні, природно, кращий за звичайного мисливця на тіні. Наприкінці серії його вбиває дух Ітуріеля, якого викликала Тесса.
- Магнус Бейн — стародавній чаклун, що походить з Індонезії. Він яскравий, але водночас мудрий. Рано зав'язує романтичні стосунки з вампіром Каміллою Белькур. Магнус дружить з Віллом Герондейлом і допомагає йому та іншим Мисливцям за тінями у вирішенні різних проблем, з якими вони стикаються протягом усього серіалу. Кажуть, що Магнус симпатизує Віллу Герондейлу.
- Камілла Белькур — вампір і коханка Магнуса Бейна. Вона також знайома з Олексієм де Квінсі, але присягається помститися йому, коли він убив її коханого, перевертня на ім'я Ральф Скотт. Тесса маскується під неї, а Вілл супроводжує її як «підлеглий» під час балу, який влаштовує де Квінсі, але Камілла змушена тікати, коли через метушню гинуть майже всі вампіри в окрузі. Вона повертається додому після короткого перебування в Санкт-Петербурзі, але Магнус розчарований тим, що Камілла не кохає його так, як раніше, і вирішує порвати з нею, поцілувавши Вілла на доказ.
- Бенедикт Лайтвуд — божевільний мисливець за тінню, Бенедикт походить із заможної родини Лайтвудів і очікував на посаду голови Лондонського інституту, але був розлючений, коли Шарлотта посіла цю посаду, і поклявся знищити її. Він вступає в союз з Акселем Мортмейном в обмін на ліки, які зцілюють його від демонічної віспи, що повільно перетворює його на демонічного хробака. Коли про це дізнається його син Ґідеон, він зраджує батька і вступає до Лондонського інституту. Інший син Бенедикта, Ґабріель, наслідує його приклад і вбиває батька після того, як той повністю перетворився на хробака. Все це перетворює родину Лайтвудів на посміховисько в Тіньовому світі, і їхній престиж повертають лише добре виховані сини.
- Габріель Лайтвуд — другий син Бенедикта і Барбари Лайтвуд, Габріель був вихований батьком, який вважав, що порушувати правила Закону — це правильно, як і його брати і сестри. Він тримає образу на Уілла Герондейла відтоді, як той принизив його сестру Тетяну і зламав йому руку, коли той вийшов з себе. Коли батько доручає синам дресирувати Тессу, Софі та Джессі, Габріель вирішує тренувати Тессу, головним чином, щоб роздратувати Вілла. На відміну від свого брата Ґідеона, Габріель цілком лояльний до батька і залишається на його боці, коли розкривається правда про його союз з Мортмейном. Однак, коли Бенедикт перетворюється на демонічного хробака внаслідок демонічної віспи, Габріель завдає смертельного удару, коли розуміє, що його батько більше не є самим собою. Наприкінці «Механічної принцеси» Габріель починає добре ладнати з Віллом, а також одружується з сестрою останнього, Сесілі Герондейл, і має від неї двох синів (Крістофера і Александра) та одну доньку (Анну).
- Натаніель «Нейт» Ґрей — старший брат Тесси, який запрошує її приїхати до Англії, щоб приєднатися до нього після смерті їхньої тітки Гаррієт. Тесса дізнається від Темних сестер, що Нейта викрали і вб'ють, якщо вона не погодиться використати свої сили. Зрештою, Нейта вдається врятувати від ОЛексія де Квінсі і доставити в Лондонський інститут для допиту. Однак з'ясовується, що Нейт весь цей час був у змові з Акселем Мортмейном, справжнім «Магістром», і зраджує Тессу, віддаючи її Мортмейну, хоча їй вдається інсценувати її смерть. У «Механічному принці» Джессі закохується в Нейта і піддається його маніпуляціям, щоб зрадити Інститут і надати інформацію для нього і Мортмейна. Наприкінці книги Нейт дізнається, що вони з Тессою лише двоюрідні брати, оскільки Гаррієт — справжня мати Нейта, тоді як у наступній книзі, «Механічна принцеса», з'ясовується, що вони ніколи не були родичами, оскільки матір'ю Тесси, «Елізабет Ґрей», насправді була Адель Старкветер, мисливиця на тіні, яку фейри підмінили справжньою тіткою Нейта, Елізабет Мур. Нейт гине, коли його вражає гострий метал з автоматів, які вибухають разом з винаходами Генрі.
- Олексій де Квінсі — могутній вампір, який очолює лондонський клан вампірів, де Квінсі підозрюється як «Магістр» і голова клубу «Пандемоніум». Колись він був знайомий з Каміллою Белькур, але їхні стосунки закінчилися, коли він убив Ральфа Скотта, коханого перевертня Камілли, після чого і Камілла, і брат Ральфа, Вулсі, поклялися йому помститися. Мортмейн використовує його як відволікаючий маневр, поки проникає в Лондонський інститут, щоб схопити Тессу. Коли Мисливці за тінями зустрічаються з де Квінсі, він ледве охороняється і сміється над ними, що повелися на витівку Мортмейна. Потім його вбиває Бенедикт Лайтвуд.
- Ґідеон Лайтвуд —старший син Бенедикта і Барбари та старший брат Габріеля і Тетяни. Він найбільш скептично ставиться до вчення свого батька і навіть збентежений, коли дізнається, що все, чого батько навчав його про нехтування Законом, є неправильним. Він стає інструктором для нових Мисливців за тінями в Лондонському інституті і зближується зі звичайною служницею Софі. Зрештою, він зраджує свого батька на користь Софі та Інституту, розповівши їм про справи свого батька з Мортмейном. Наприкінці серіалу Ґідеон одружується з Софі і народжує від неї трьох дітей (Барбару, Євгенію і Томаса). Вони з Ґабріелем також відновлюють репутацію своєї сім'ї після того, як Бенедикт підірвав її через свої витівки.
- Сесілі Герондейл — молодша сестра Вілла, яку він залишив разом з батьками після того, як випадково спричинив смерть їхньої старшої сестри Елли, коли йому було 12 років. Хоча минули роки, Вілл все ще пам'ятає Сесілі; її ім'я — це те, що він вимовляє, коли оговтується від вампірської крові, хоча Тесса плутає її з кимось, з ким Вілл колись зустрічався. У свою чергу, Сесілі також страшенно сумує за братом і відчуває полегшення, коли Раґнор Фелл не заперечує, що відвідує резиденцію в Герондейлі від імені Вілла. Зрештою, Сесілі стає Мисливицею за тінями, спочатку для того, щоб переконати Вілла повернутися додому, але згодом вона усвідомлює, що світ, який вона вважала небезпечним, насправді є цікавим і захоплюючим. Наприкінці «Механічної принцеси» Сесілі виходить заміж за Габріеля Лайтвуда і народжує від нього трьох дітей (Анну, Крістофера та Александра).
- Алоїзіус Старкветер — старий сварливий мисливець на тіні, який багато років очолював Йоркський інститут. Він затаїв глибоку образу на мешканців потойбіччя, особливо після того, як з'ясувалося, що його онуку Адель підмінили феї, замінивши її хворобливою земною дівчиною, яка збожеволіла і померла під час отримання своїх Знаків. Він також не дуже ладнає з Шарлоттою Бренвелл через розбіжності з її батьком, але Шарлотта не має іншого вибору, окрім як звернутися до нього за допомогою, щоб знайти шлях до Мортмейна. У «Механічній принцесі» з'ясовується, що онукою Алоїзія, яку підмінили фейрі, щоб помститися за їхні вбивства, була Елізабет Ґрей, мати Тесси, що робить Тессу наполовину Мисливицею за тінями. Алоїзіуса вбивають автомати під час зборів Конклаву, одразу після того, як він усвідомлює, що мав би послухати Шарлотту.
- Вулсі Скотт — перевертень, який очолює як лондонський клан перевертнів, так і «Преторський вовчак», який він створив у пам'ять про свого брата Ральфа, вбитого Олексієм де Квінсі за продовження стосунків з Каміллою Белькур. Він задовольняється смертю де Квінсі і повідомляє Лондонський інститут, що Мортмейн скуповує весь запас ліків інь-фен, а це означає, що життя Джема в небезпеці. Пізніше Вулсі починає стосунки з Магнусом Бейном після того, як той розлучається з Каміллою, а Вілл і Тесса приходять до нього, щоб попросити у Магнуса більше інь-фена. Вулсі підозрює, що Тесса — фей, хоча насправді вона і чаклунка, і мисливиця за тінями. Наприкінці «Механічної принцеси» Вулсі і Магнус розривають стосунки, хоча перед від'їздом Вулсі дарує йому срібну табакерку.

## Відгуки
Серія отримала дуже схвальні відгуки критиків, середня оцінка першої книги 4,3/5 на Goodreads. Перший том оригінальної англомовної адаптації манги потрапив до списку бестселерів манги The New York Times за тиждень з 28 жовтня по 3 листопада 2012 року.
Кассандра Клер підтвердила, що «Пекельні механізми» було обрано як кінопроект тими ж людьми, які вибрали «Знаряддя смерті» разом із Walt Disney Pictures.
У травні 2020 року було оголошено, що The Infernal Devices буде адаптовано до серіалу для BBC Three.